# X11-Basic
 (décembre 2016).
Si vous disposez d'ouvrages ou d'articles de référence ou si vous connaissez des sites web de qualité traitant du thème abordé ici, merci de compléter l'article en donnant les références utiles à sa vérifiabilité et en les liant à la section « Notes et références ».
X11-Basic est une variante du langage de programmation BASIC développée par Markus Hoffmann à partir de 1990 initialement sur Atari ST, puis réécrite en C sous Linux en 1997. Sa syntaxe est similaire à celle du GFA BASIC des ordinateurs Atari ST. Il n'utilise pas de numéro de ligne, mais des instructions de programmation structurée. Il est disponible pour UNIX, Linux, Android, MacOSX et Windows.
L'interpréteur xbasic et le compilateur xbc sont tous deux sous une licence GPL.

## Site web
- x11-basic.codeberg.page